# Reino de Elimaida
Elimaida ou Elimais (em latim: Ἐλυμαΐς; romaniz.: Elymais, a forma helenizada do topônimo Elão) foi um Estado autônomo do século II a.C. ao início do III d.C., frequentemente um vassalo sob controle do Império Arsácida. Estava localizado na cabeceira do golfo Pérsico em Susiana (a atual região do Cuzistão, Irã). A maior parte da população provavelmente descendia dos antigos elamitas, que outrora tinham o controle daquela área.

## Aspectos gerais
Os elimeus eram conhecidos por serem arqueiros habilidosos. Em 187 a.C., mataram o basileu Antíoco III, o Grande, depois que saqueou seu templo de Bel. Nada se sabe sobre sua língua, embora o elamita ainda fosse usado pelo Império Aquemênida 250 anos antes do Reino de Elimaida surgir. Várias inscrições aramaicas são encontradas em Elimaida. A "riqueza em prata e ouro" da região é mencionada em I Macabeus, que se refere à região como uma "cidade" de interesse para Antíoco IV Epifânio: 
| “ | Quando percorria as províncias do planalto, o rei Antíoco ouviu falar que havia na Pérsia uma cidade chamada Elimaida, famosa pela sua riqueza em prata e ouro. Diziam que o templo dessa cidade era muito rico e que havia nele cortinas tecidas de ouro, couraças e armas aí deixadas pelo rei Alexandre, o macedônio, filho de Filipe, que foi o primeiro rei do império grego. Antíoco dirigiu-se para o local, pretendendo tomar e saquear a cidade. Mas não conseguiu, porque o pessoal da cidade, sabendo da sua pretensão, preparou-se para a guerra e o enfrentou. Antíoco teve de fugir, e foi com grande tristeza que deixou o lugar, a fim de voltar à Babilônia. | ” |
|   | — I Macabeus 6:1-4. |   |

Sob os partas, Elimaida era um sub-reino semiautônomo, que existiu até cerca de 221 quando seu xá Orodes V, foi derrotado e conquistado pelo príncipe persa Artaxer I, que mais tarde derrubaria os partas e estabeleceria o Império Sassânida. Desde sua conquista, foi designado Cuzistão, sendo atestado na inscrição do Cubo de Zaratustra do segundo xainxá sassânida, Sapor I (r. 240–270). Lá é mencionado logo após Pérsis e Pártia, o que demonstra sua importância.

## Cunhagem
As moedas de Elimaida retratavam um rei; não se sabe se era um rei parta ou um governante local, pois tais informações não vieram à tona. Essas moedas eram baseadas em padrões gregos de dracmas e tetradracmas degradados. A imagem real é geralmente baseada em moedas partas, geralmente com uma âncora com uma estrela em forma de crescente. O reverso tem uma figura ou busto de Ártemis com texto ao redor, uma águia ou, muitas vezes, apenas pontos alongados (isso levou os numismatas a acreditarem que os gravadores não sabiam grego ou copiaram de moedas cuja escrita já era ininteligível).
Uma variante do aramaico, que era mais conservadora do que o aramaico oriental antigo tardio contemporâneo falado na Mesopotâmia oriental, foi registrada em Elimaida até a ascensão dos sassânidas. A chancelaria de Elimaida desenvolveu sua própria variante do alfabeto aramaico, que era caracterizada por letras cursivas e uso frequente de ligaduras, aparentemente influenciada pela escrita contemporânea da chancelaria parta. No entanto, não há evidências de que o aramaico fosse uma língua falada na região. Ele é registrado apenas em moedas (desde Orodes III) e inscrições, como as de Tangue-e Sarvaque.

## Reis de Elimaida

### Dinastia camnascírida
- Camnascires I Sóter (c. 147? a.C.)[9]
- Camnascires II (c. 147–139 a.C.)[9]

De 140/39 a.C., Elimaida ficou sob controle direto parta por várias décadas, com rebeliões ocasionais, até cerca de 82 a.C. Usurpadores ou rebeldes conhecidos incluem:
- Oconapses (c. 139/8–137 a.C.)[9][11][a]
- Tigreu (c. 137–132 a.C.)[9][11][b]
- Dario Sóter (c. 129 a.C.)[12]
- Pitite (r. 125–124 a.C.)[11]
- Camnascires III com Anzaze (c. 82–62/1 a.C.)[9][13][14][c]
- Camnascires IV (século I a.C.)[9][15][16]
- Camnascires V (fim do século I a.C.)[9]
- Camnascires VI (meados/fim século I d.C.)[14][17][d]

### Dinastia arsácida
- Orodes I (fim do século I)[9][14]
- Orodes II (fim do século I/começo do II)[9][18][19][20]
- Fraates (fim do século I/começo do II)[9][18][19][20]
- Osroes (século II)[9][18][19]
- Orodes III com Ulfã (século II)[18][19]
- Abar-Basi (século II)[18][19]
- Orodes IV (de c. 165/70)[18][19]
- Cuasaque (século III)[18]
- Orodes V (fl. 221/2)[18][19]